# 7 Rosyjska Baza Wojskowa
7 Rosyjska Baza Wojskowa (ros. 7-я российская военная база) – dawna radziecka baza lotnicza na lotnisku Bambor, Gudauta (Abchazja, po rozpadzie ZSRR została przekształcona w 7 Rosyjską Bazę Wojskową i była jedną z czterech rosyjskich baz wojskowych w Gruzji.
Podobnie jak 4 Baza Wojskowa w Cchinwali (Osetia Południowa) jest bezpośrednio podporządkowana Południowemu 
Dowództwu Wojskowemu. W bazie rozmieszcza się nowe uzbrojenie – m.in. rakietowe baterie przeciwlotnicze, o zasięgu ogarniającym przestrzeń powietrzną nad całą Gruzją. 
W sierpniu 2014 pod wsią Sambek w obwodzie rostowskim wykryto kolumnę wozów opancerzonych BTR oraz ujawniono baterię dział samobieżnych „Akacja” z 7 Bazy, które brały udział w ostrzeliwaniu terytorium Ukrainy, udokumentowano również obecność na tym terenie rosyjskich sił rakietowych z 7 Bazy.